# Radical America
Radical America war ein linksgerichtetes politisches Magazin in den Vereinigten Staaten. Die Gründer waren die Historiker Paul Buhle und Mari Jo Buhle, zwei Aktivisten der Studentenorganisation Students for a Democratic Society (SDS). Während der ersten Jahre, von 1967 bis etwa 1970, war Radical America ein inoffizielles theoretisches Organ der SDS, frühe Ausgaben erschienen mit dem Untertitel An SDS Journal of the History of American Radicalism. Während der 1970er und 1980er Jahre wandte sich das Blatt der Neuen Linken zu. Als Folge eines Rückgangs der Beiträge von Akademikern in den 1990er Jahren wurde das Magazin 1999 eingestellt.

## Gründung
Radical America wurde 1967 von Mitgliedern der Students for a Democratic Society (SDS) gegründet. Die Gründungsherausgeber waren das Ehepaar Paul Buhle und Mari Jo Buhle, damals Studenten der Geschichtswissenschaft an der University of Wisconsin in Madison und später Professoren an der Brown University. Der Druck erfolgte zunächst auf dem Matrizendrucker eines Mitglieds der Industrial Workers of the World, der mit einem Kommilitonen der Buhles zusammen wohnte. Ab 1970 erfolgte der Druck bei einem Anarchistenkollektiv in Detroit, Michigan. Während der ersten Jahre galt Radical America als inoffizielles Organ des SDS. Der anarchistische Dichter Dan Georgakas, Mitbegründer von Up Against the Wall Motherfuckers, wies der Zeitschrift deswegen besondere Bedeutung zu, weil sie einen akademischen Hintergrund in die Studenten- und Arbeiterbewegung einbrachte, der oftmals die intellektuelle Substanz abgesprochen wurde.
Ursprünglich wurden Abonnements des Radical America zu einem günstigen Preis von zwei US-Dollar für fünf Ausgaben im Jahresabonnement an Mitglieder des SDS im ganzen Land verkauft, der reguläre Preis war drei US-Dollar, oder 50 Cent für das Einzelheft. Die Buhles zogen 1971 nach Boston, Massachusetts um und verlegten den Sitz der Zeitschrift an ihren neuen Wohnort. Zu diesem Zeitpunkt war Radical America bereits vom SDS unabhängig. 1973 zogen sie sich aus der Herausgeberschaft zurück.

## Inhalte
Die Zeitschrift widmete sich in den ersten Jahren intensiv der Geschichte der US-amerikanischen Linken. Die Belange der Arbeiterklasse und der Kampf gegen die in den Vereinigten Staaten noch gegenwärtigen Rassentrennung nahmen breiten Raum ein. Politischer Aktivismus wie die Unterstützung eines Mietstreikes in New York City und die Lateinamerika-Solidarität waren weitere Schwerpunkte. Die Experimentierfreude des Herausgebers Paul Buhle zeigte sich in der ersten Ausgabe des Jahres 1969, die unter dem Titel Radical America KOMIKS erschien und ausschließlich aus Comics bestand. Diese Ausgabe erreichte eine Auflage von 30.000 Exemplaren und zog die Aufmerksamkeit des Federal Bureau of Investigation auf sich, allerdings ohne Konsequenzen für die Herausgeber. Rückblickend nannte Buhle für die Zeit seiner Tätigkeit als Herausgeber die Underground-Comics, die Geschichte der schwarzen Arbeiterbewegung und die Geschichte der Frauenbewegung als wichtigste Inhalte. Das Blatt habe die Vision einer Bewegung vertreten, die den politischen Staat nicht infiltrieren, sondern ersetzen wollte, und die eine Zukunft mit selbstverantwortlichem Handeln anstelle von sozialdemokratischer oder kommunistischer Bürokratie anstrebte.
Ab 1970, der Trennung von der SDS, wurde ein deutlich breiteres Themenspektrum verwirklicht, zudem hatte jede Ausgabe einen inhaltlichen Schwerpunkt. Dazu gehörten die Friedensbewegung, der Kampf gegen Rassismus, soziale Gerechtigkeit und die Frauenbewegung. Ein konkretes Beispiel war die Kritik an der Praxis, der Rassentrennung im Bildungswesen durch die Zuweisung teils weit entfernter Schulorte entgegenzutreten („Busing“). In den 1980er Jahren wurden Schwulenthemen und Rockmusik als Themen aufgenommen. Ab dem Ende des Jahrzehnts verließen viele akademische Autoren die Zeitschrift, was letztlich zu ihrer Einstellung im Jahr 1999 führte.

## Auflage
Die jährlich von der Zeitschrift zu veröffentlichende Auflagenhöhe betrug im Zeitraum November 1981 bis Oktober 1982 monatlich 4100 Exemplare, von denen 2.330 in den Postversand gingen. 1270 Hefte gingen in den Einzelverkauf. Nur vier Ausgaben mit besonderen inhaltlichen Schwerpunkten, darunter KOMIKS von 1969, erreichten deutlich höhere Auflagen und erbrachten wirtschaftlichen Gewinn. Das Blatt finanzierte sich in erheblichem Umfang durch Zuwendungen und überlebte nur deswegen mehr als drei Jahrzehnte, weil die Autoren und Mitarbeiter keine Vergütung erhielten.